# Forteresse de Yedikule
Pour les articles homonymes, voir Yedi Kule.
Yedikule ou Sept-Tours (turc : Yedi kule) est une forteresse (turc : hisarı ou zindanları) située dans le district de Fatih, à Istanbul, et qui a donné son nom au quartier environnant de Yedikule (en).
Elle est construite en 1458, sous le règne de Mehmet II, par l'ajout de trois nouvelles tours à la « Porte Dorée » (grec moderne : Χρυσή Πύλη « Chrissi Pili ») des remparts byzantins d'Istanbul.
Yedikule a aussi servi de prison et des personnages célèbres y ont été détenus :
- David II de Trébizonde, dernier empereur de Trébizonde, incarcéré en 1461 et exécuté en 1463 ;
- István Maylád, voïvode de Transylvanie, mort en détention en 1550 ;
- Bálint Török, ban de Belgrade, mort en détention en 1550 ;
- Simon Ier de Karthli, roi de Karthli, y passe au cachot les douze dernières années de sa vie (1599–1611) ;
- Samuel Korecki (en), noble polonais, incarcéré en 1620 et exécuté en 1622 ;
- Osman II, sultan de l'Empire Ottoman, détenu et étranglé dans sa cellule en 1622 ;
- Jakab Harsányi Nagy, noble hongrois, détenu de 1657 à 1658 ;
- Basile le Loup, prince de Moldavie, détenu et exécuté en 1661 ;
- Piotr Andreïevitch Tolstoï, noble russe, détenu au début du XVIIIe siècle ;
- Constantin II Brâncoveanu, prince de Valachie, détenu et exécuté en 1714 ;
- Barthélémy de Lesseps, diplomate français détenu avec sa famille de 1798 à 1801;
- François Pouqueville, médecin, diplomate, voyageur et écrivain français, détenu de 1799 à 1801 ;
- Kadri Prishtina (en), leader de la renaissance albanaise, détenu quatre ans de 1904 à 1908.

Le monument a été restauré en 2020 et rouvert au public en 2021.

## Yedikule dans la culture populaire
Outre toutes les légendes de spectres des prisonniers tués ou morts entre ses murs, la forteresse est évoquée dans la chanson stambouliote grecque populaire intitulée « Έχε γεια Παναγιά Ehe geiá, Panagiá (Salut, ô Marie) », dont le texte se termine par : « Yedikule et Thérapia, Tatavla et Nichôre : ces quatre quartiers marquent la Cité ».

## Galerie

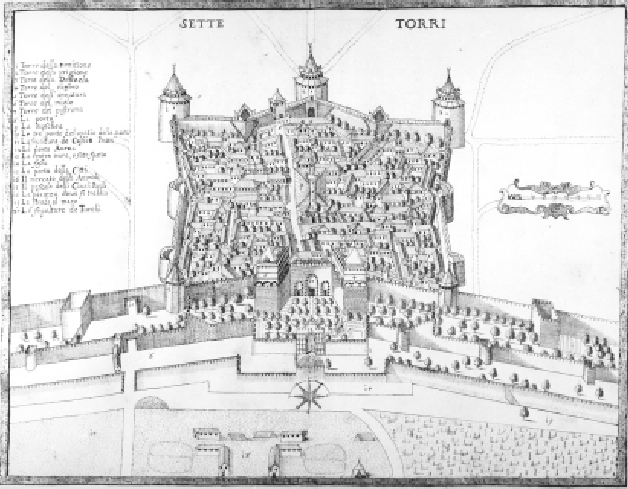
La forteresse Yedikule et la Porte dorée. Francesco Scarella, vers 1685.
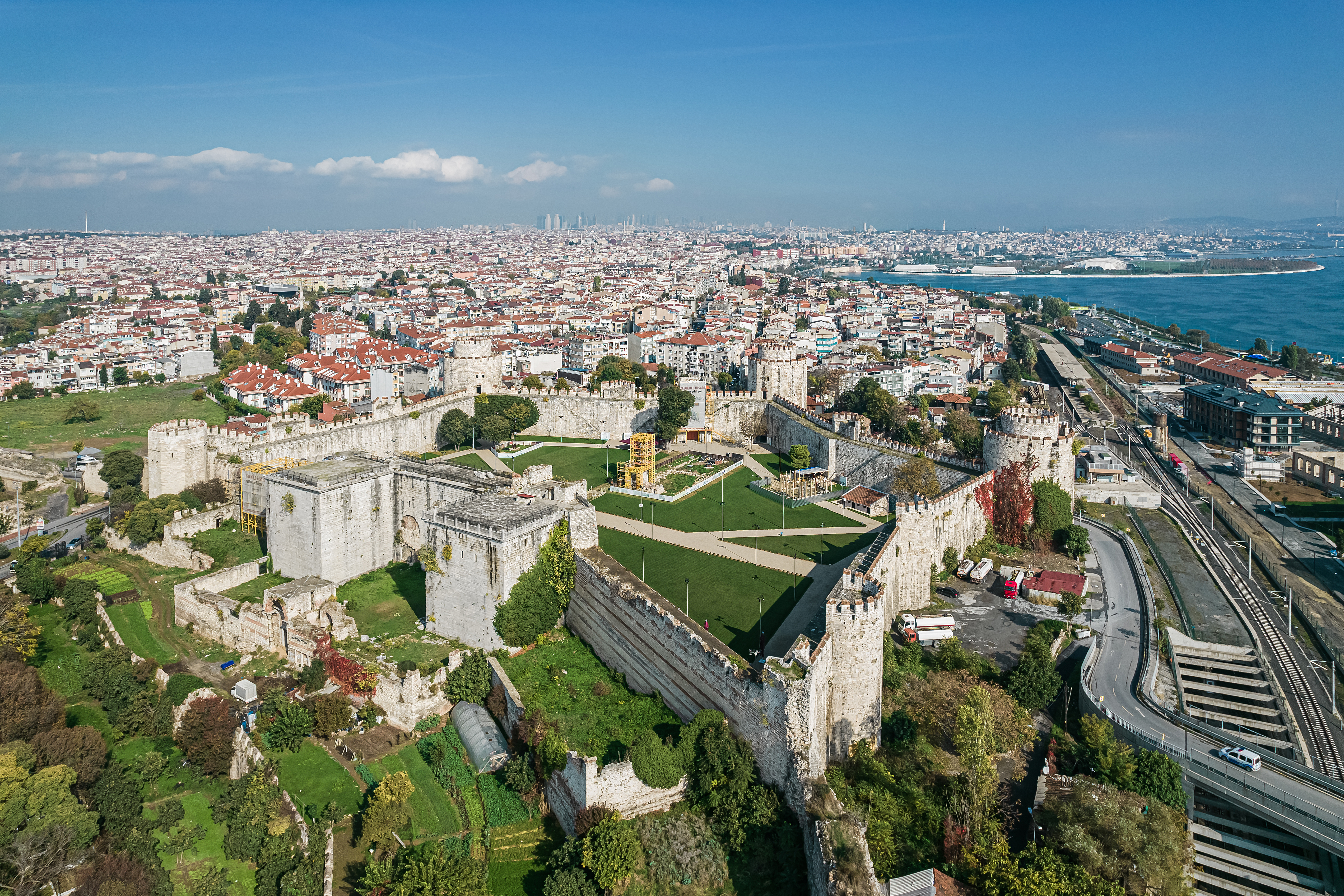
Forteresse de Yedikule en 2021.
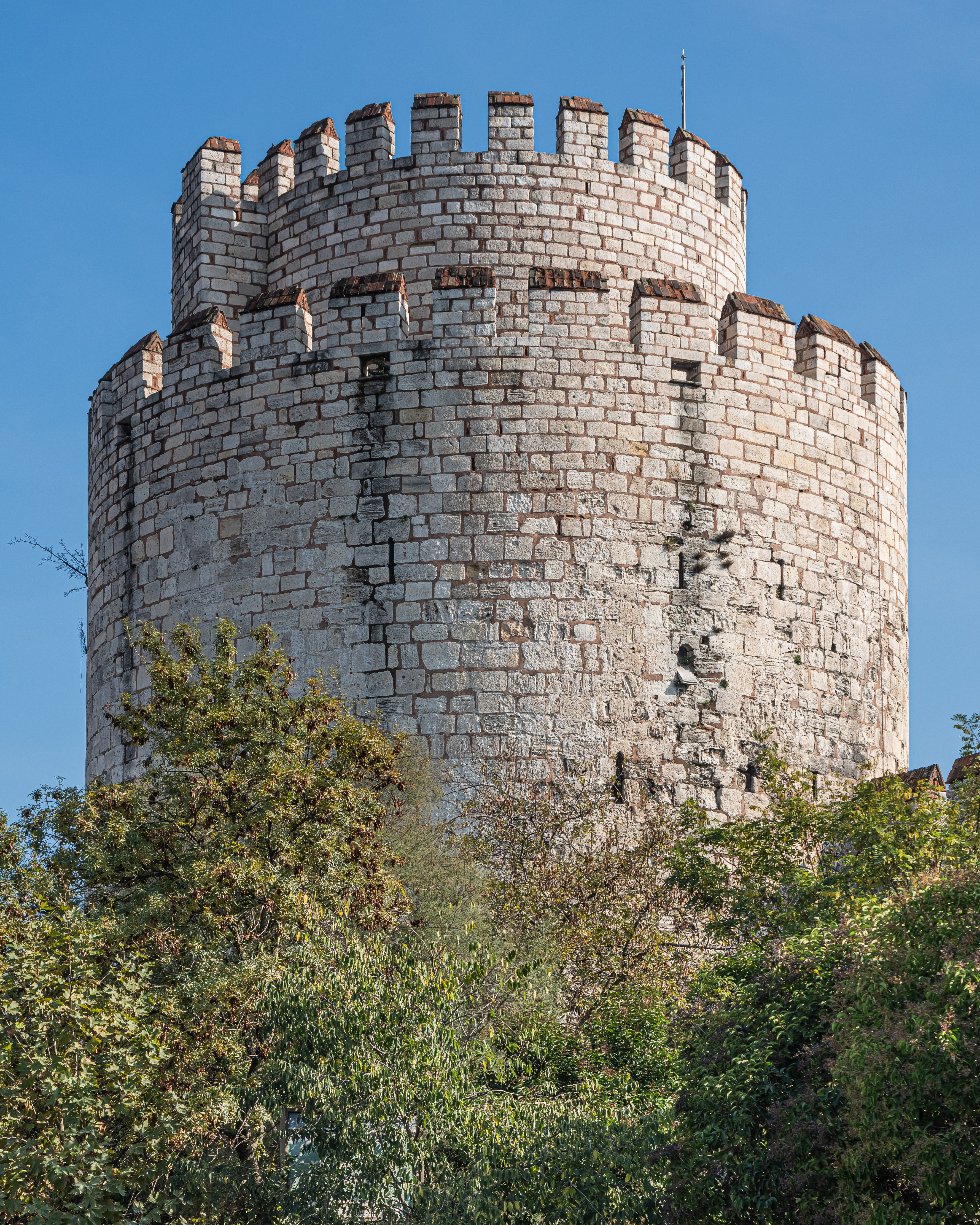
Une des tours (2021).